# 奧爾特蓋爾德禮堂
落成於1897年的奧爾特蓋爾德禮堂（Altgeld Hall）位於美國伊利諾伊大學厄巴納－香檳分校，目前是該校數學系與數學圖書館所在地。奧爾特蓋爾德禮堂於1970年榮膺國家史蹟名錄。禮堂的一大特色就是位於其鐘樓頂部，每隔一刻鍾鳴響一次的大學樂鐘（The University Chime）。大部分工作日的中午十二點五十分，該樂鐘都會奏響一場持續十分鐘的小型演奏會。

## 歷史

### 設計
禮堂的設計工作始於1892年。時任州長約翰·彼得·奧爾特蓋爾德與校長安德魯·S·德雷伯參與了設計工作。起初，學校委員會舉辦了一場設計方案徵集競賽，向最佳設計提供1200美元的獎金。競賽的獲獎設計來自此前並沒有建築設計經驗的Edward G. Bolles，然而在與其會面后，委員會決定放棄是次競賽徵集所得的建築方案。
其後，在州長奧爾特蓋爾德的建議下，委員會向在1893年芝加哥世界博覽會上擔任總設計師而大放異彩的丹尼尔·伯纳姆發出了委任狀。然而伯納姆和奧爾特蓋爾德在藝術設計上的分歧日趨明顯，伯納姆最終選擇辭去職務。又經過兩年無果的搜尋後，建築委員會決定向本校的建築系求助。1896年2月4日，時任教授內森·里克與詹姆斯·麥克勞倫·懷特完成了包含建築費用估算在內的設計方案。
奧爾特蓋爾德禮堂是伊利諾伊州五座被統稱爲“奧爾特蓋爾德的城堡”的大學建築物之一，這五座建築的設計都有奧爾特蓋爾德的參與。

### 興建
禮堂於1896年6月10日動工，此時距里克與懷特提交建築方案僅有四個月的時間。包含了一個時間膠囊的奠基石於1896年9月11日安放入外牆。1897年12月1日禮堂正式落成。

### 裝飾
禮堂是校區內除高中以外唯一有滴水嘴獸外飾的建築物。禮堂內數學圖書館的穹頂天花四面飾有Newton Alonzo Wells所繪製的壁畫。四面壁畫分別獻給1897年時大學擁有的四個學院。東面的壁畫爲“伏爾坎的熔爐”，獻給工程學院；西面的壁畫爲“彌涅耳瓦的實驗室”，獻給當時的科學學院；南面的壁畫題爲“繆斯女神的神聖森林”，獻給當時的文藝學院；北面壁畫則題爲“世外桃源”；獻與農學院
。

### 使用
自1897年6月8日的落成典禮起，禮堂一直作爲大學圖書館使用。1927年，禮堂改爲學校法學樓，法學系後於1955年移出（禮堂北入口上方至今仍然刻着“法學樓”）。1955年至今，禮堂用作數學樓及數學圖書館。禮堂於1941年正式更名爲奧爾特蓋爾德禮堂。

## 鐘樓
1920年，一組樂鐘被安放入奧爾特蓋爾德禮堂的塔樓內。這組樂鐘包含十五個響鐘，總重約七噸半，由馬里蘭州的麥克辛恩鑄鐘廠鑄造。樂鐘由大學1914至1921屆以及美國軍事航空學校的畢業生贈與，其中最大的三個鍾分別獻給於1904年至1920年期間擔任校長的埃德蒙·J·詹姆斯，一戰期間設於UIUC的美國軍事航空學校，以及1914至1921屆畢業生。學校在1922年爲樂鐘安裝了賽斯·托馬斯報時機關，使得樂鐘能以威斯敏斯特鐘聲報時。

### 演奏會

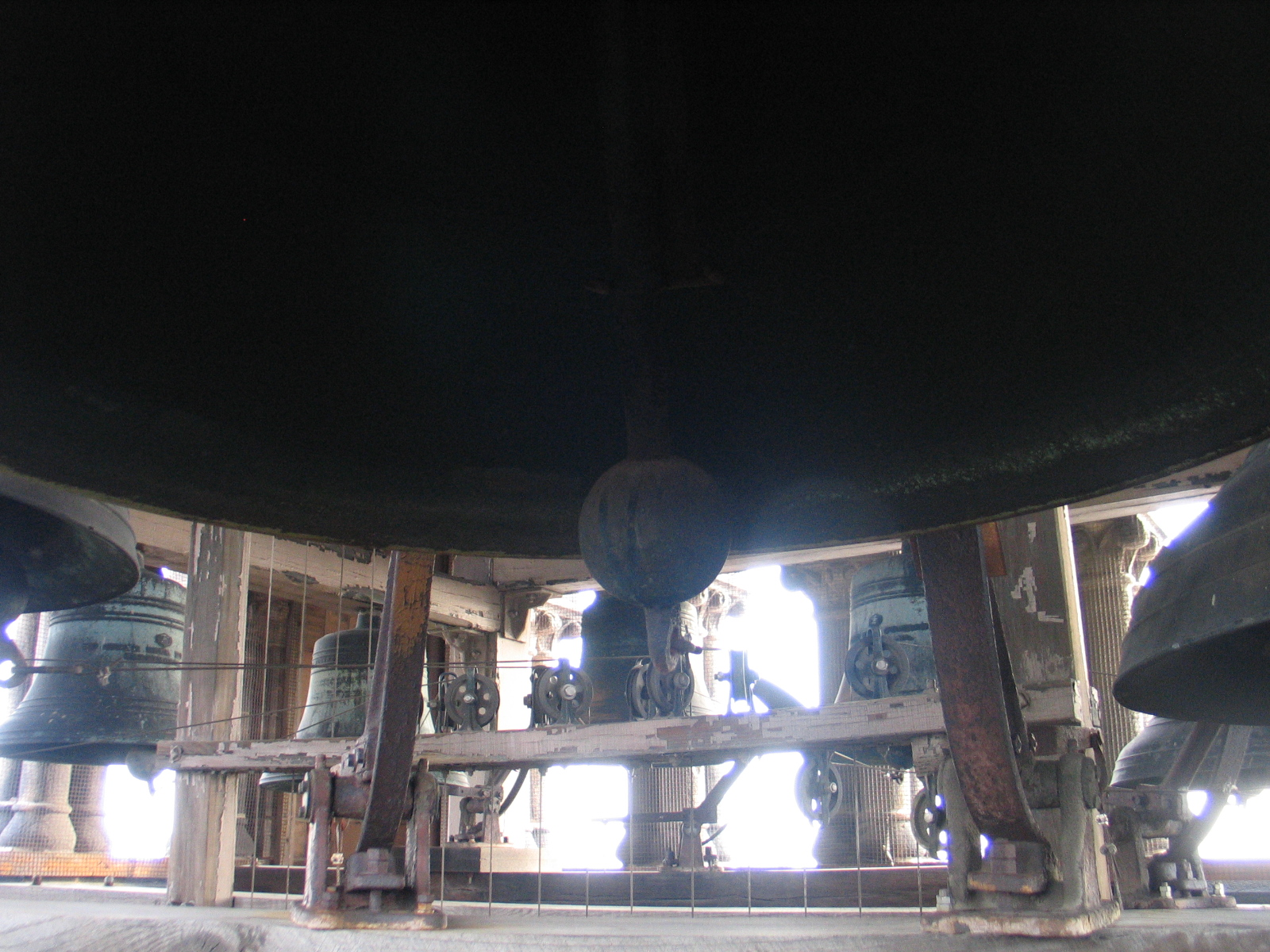
鐘樓內景

在大部分工作日的十二點五十分至十三點，鐘樓都會進行一場小型演奏會。鍾樓也會爲一些特殊的紀念日舉辦特別演奏會，這樣的時節包括校友返校日，建校者紀念日，畢業典禮等等。演奏會是自1920年安裝樂鍾以來便有的傳統。
樂鍾的演奏由連着木質槓桿的鍵盤控制，槓桿又經鋼線與鈴舌相連。樂鍾的音域涵蓋了從D3到G4的約一個半八度，但是樂鍾並不能發出升D3與兩個F調，因此在演奏樂曲時必須作出適當調整。